# Younis Mahmoud
Younis Mahmoud Khalef (arabiska: يونس محمود), född 2 mars 1983 i Kirkuk i Irak är en irakisk fotbollsspelare. Han är anfallare och lagkapten för det irakiska fotbollslandslaget.

## Klubbkarriär
Mahmoud började spela basket för Al-Dibs Electric men valde sen att börja spela fotboll för deras fotbollslag som låg i den irakiska tredje divisionen mellan åren 1997 och 1999. Han gjorde 29 mål på 34 matcher för klubben. Kirkuk FC fick upp ögonen för Mahmoud och han skrev på för Kirkuk FC som låg i andra divisionen. Det blev spel med dem mellan 1999 och 2001. Det sista året gjorde han 19 mål och tog upp klubben till första divisionen. Storklubben i irakisk fotboll al-Talaba var inte sen att köpa loss Mahmoud från Kirkuk FC och han blev snabbt en man för startelvan. Mahmoud mäktade med att göra 21 mål på 33 matcher innan han flyttade till Förenade Arabemiraten och började spela för al-Wahda, men det blev bara en säsong för honom och 19 mål på 26 matcher. Qatariska al-Khor köpte över honom till Qatar och Mahmoud svarade med 39 mål på 51 matcher mellan 2004 och 2006. 2006 började den qatariska storklubben al-Gharafa visa intresse för irakiern och övertalade honom att skriva på för dem.

## Internationell karriär

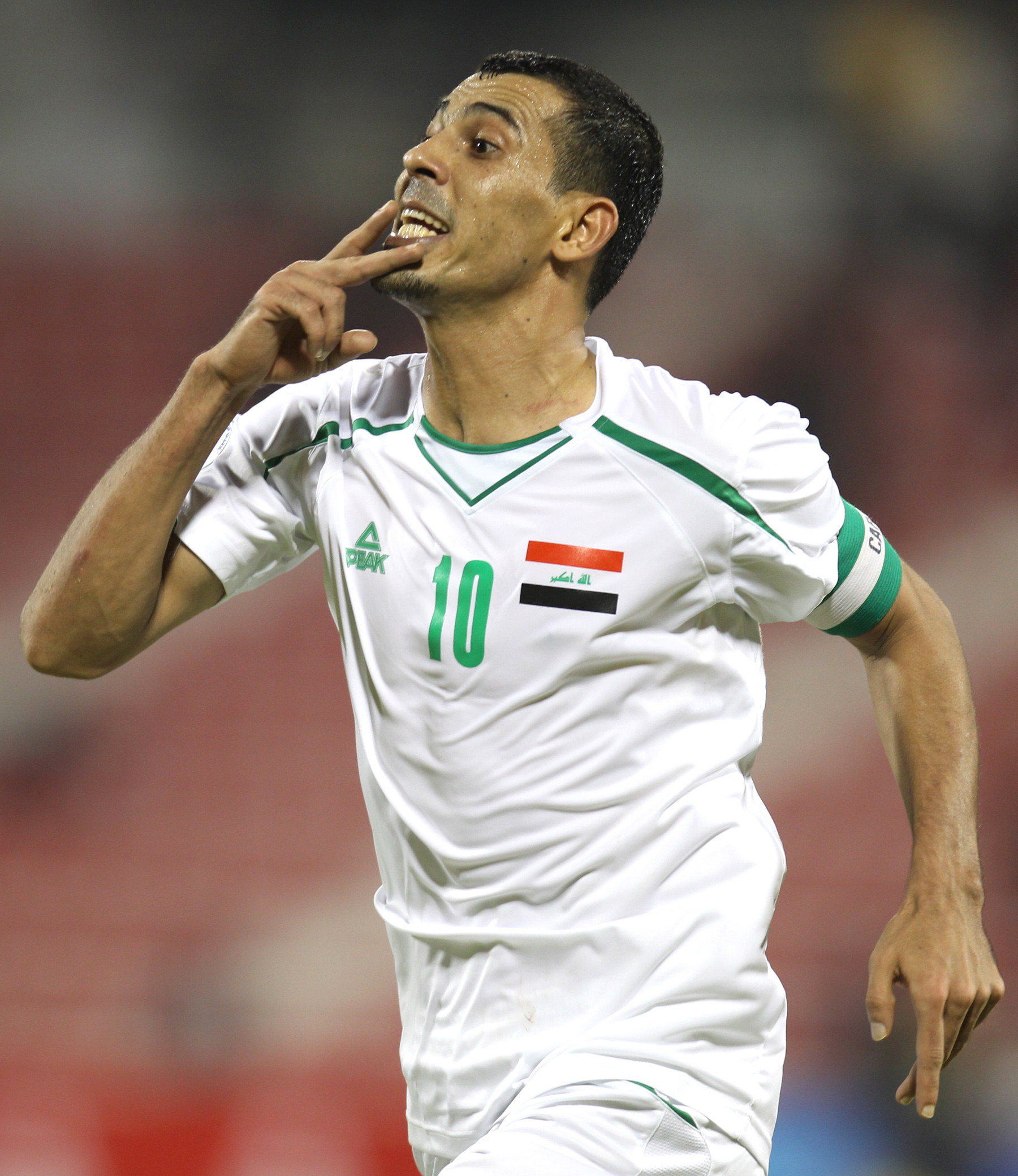
Mahmoud efter att ha gjort mål för Irak

I mars 2002 blev Mahmoud uttagen för första gången av den irakiska förbundskaptenen Adnan Hamad när Irak skulle spela en träningsmatch mot Serie B-laget Cagliari och Mahmoud svarade med att göra mål direkt i sin första match för Irak.
2004 blev Irak fyra i fotboll vid de olympiska spelen i Aten.

## Prestationer
1997-1998
- Blev den bästa spelaren för året i det irakiska distriktet "Muhafathat".

1998-1999
- Skyttekung med 19 mål för al-Dibs.

2000-2001
- Blev den yngsta spelaren som representerade de irakiska fotbollslandslagen.

2003-2004
- Skyttekung i Abha Cup med 5 mål.
- Blev nominerad till AFC Årets unga spelare
- Blev framröstad som en av de fem bästa arabiska spelarna.
- Skyttekung för al-Khor.
- Gjorde det snabbaste målet i Q-League.
- Gjorde det snabbaste målet i Q-Cup
- Vann Q-Cup med al-Khor.

2005-2006
- Vann den västra asiatiska cupen 2005.
- Skyttekung för den västra asiatiska cupen 2005.
- Blev Al-Khors skyttekung.

2006
- Nominerad till AFC Årets spelare 2006
- Nominerad till Den bästa arabiska spelaren 2006
- Fick utmärkelsen AFC Mest värdefulla för Asian Cup

2007
- Nominerad till AFC Årets spelare 2007